# Клайн-Бюнцов
Клайн-Бюнцов (нем. Klein Bünzow) — община в Германии, в земле Мекленбург-Передняя Померания.

## Географическое положение
Клайн-Бюнцов находится приблизительно в шести километрах северо-западнее Анклама и в 15 километрах восточнее Гюцкова.

## Административное деление
Посёлок входит в состав района Восточная Передняя Померания. До 1 января 2005 года Клайн-Бюнцов был частью управления Амт Цитен (нем. Amt Ziethen), но в настоящее время подчининён управлению Амт Цюссов (нем. Amt Züssow), с штаб-квартирой в Цюссове.
Идентификационный код субъекта самоуправления  —  13 0 59 041.
Площадь занимаемая административным образованием Клайн-Бюнцов, составляет 34,78 км².
В настоящее время община подразделяется на 7 сельских округов.
| Клитшендорф (нем. Klitschendorf) Грос-Бюнцов (нем. Groß Bünzow) Грос-Язедов (нем. Groß Jasedow) Памиц (нем. Pamitz) | Рамицов (нем. Ramitzow) Зальхов (нем. Salchow) Клайн-Бюнцов (нем. Klein Bünzow) |

## Население
По состоянию на 31 декабря 2006 года население посёлка составляет 844 человека. Средняя плотность населения таким образом равна 24 человека на км².
В пределах сельских округов жители распределены следующим образом.
| Кляйн-Бюнцов Зальхов Грос-Язедов Памиц Грос-Бюнцов Рамицов Клитшендорф | 333 человека 146 человек 119 человек 85 человек 70 человек 54 человека 37 человек |

## Транспорт
Через посёлок проходит федеральная дорога 109 (нем. Bundesstraße 109 (B 109)).
Примерно в 20 километрах от посёлка (невдалеке от посёлка Гюцков) доступен выезд на автобан 20 (нем. Bundesautobahn 20 (A 20)).
Клайн-Бюнцов расположен на участке железной дороги Берлин — Штральзунд.